# Galende
Galende é um município da Espanha na província de Zamora, comunidade autónoma de Castela e Leão, de área 90,26 km² com população de 1395 habitantes (2007) e densidade populacional de 15,02 hab/km².

## Demografia
| Variação demográfica do município entre 1991 e 2004 | Variação demográfica do município entre 1991 e 2004 | Variação demográfica do município entre 1991 e 2004 | Variação demográfica do município entre 1991 e 2004 |
| --------------------------------------------------- | --------------------------------------------------- | --------------------------------------------------- | --------------------------------------------------- |
| 1991                                                | 1996                                                | 2001                                                | 2004                                                |
| 1315                                                | 1416                                                | 1308                                                | 1359                                                |